# Desmognathus aeneus
Desmognathus aeneus är ett stjärtgroddjur i familjen lunglösa salamandrar som finns i sydöstra USA.

## Utseende
Salamandern är liten, med en längd mellan 3,8 och 5,7 cm. Ryggen är rödbrun till gul, ofta i ett fiskbensmönster och med mörkare sidor. Buken är mörk men spräcklig.

## Utbredning
Arten finns i utspridda, sinsemellan isolerade populationer i sydvästra North Carolina, östra Tennessee, norra Georgia och norra till mellersta Alabama.

## Vanor
Salamandern lever nära vattendrag och på sankmark i blandad lövskog, där den gärna gömmer sig under lövförna och olika objekt på marken. Den kan även förekomma i djupa, skuggiga dalgångar. Födan består främst av leddjur, framför allt insekter, men den äter också gråsuggor, märlkräftor, spindeldjur, mångfotingar, nematoder, daggmaskar och snäckor.

### Fortplantning
Parningen sker på land och inleds på samma sätt som hos pygmésalamandern med att hanen griper honan med käkarna och håller henne så i en längre tid, innan det fortsatta parningsspelet fortsätter med dansande rörelser och att hanen slutligen avsätter en spermatofor som honan tar upp med sin kloak. Äggen läggs i fuktig mossa i april till maj, och honan vaktar dem till de kläcks. Desmognathus aeneus har inget egentligt larvstadium, utan ungen föds färdigutvecklad och utan gälar, och uppsöker inte vatten för sin fortsatta utveckling. Även här liknar den pygmésalamandern. Könsmognad uppnås vid omkring 2 års ålder.

## Status
Desmognathus aeneus är klassad som missgynnad ("NT") och beståndet minskar, främst på grund av skogsavverkning. Barrskogsplantering påverkar den också negativt.